# ویتوپ
ویتوپ (به انگلیسی: Wythop) یک روستا و محله مدنی در بریتانیا است که در الیردال واقع شده‌است.